# From First to Last

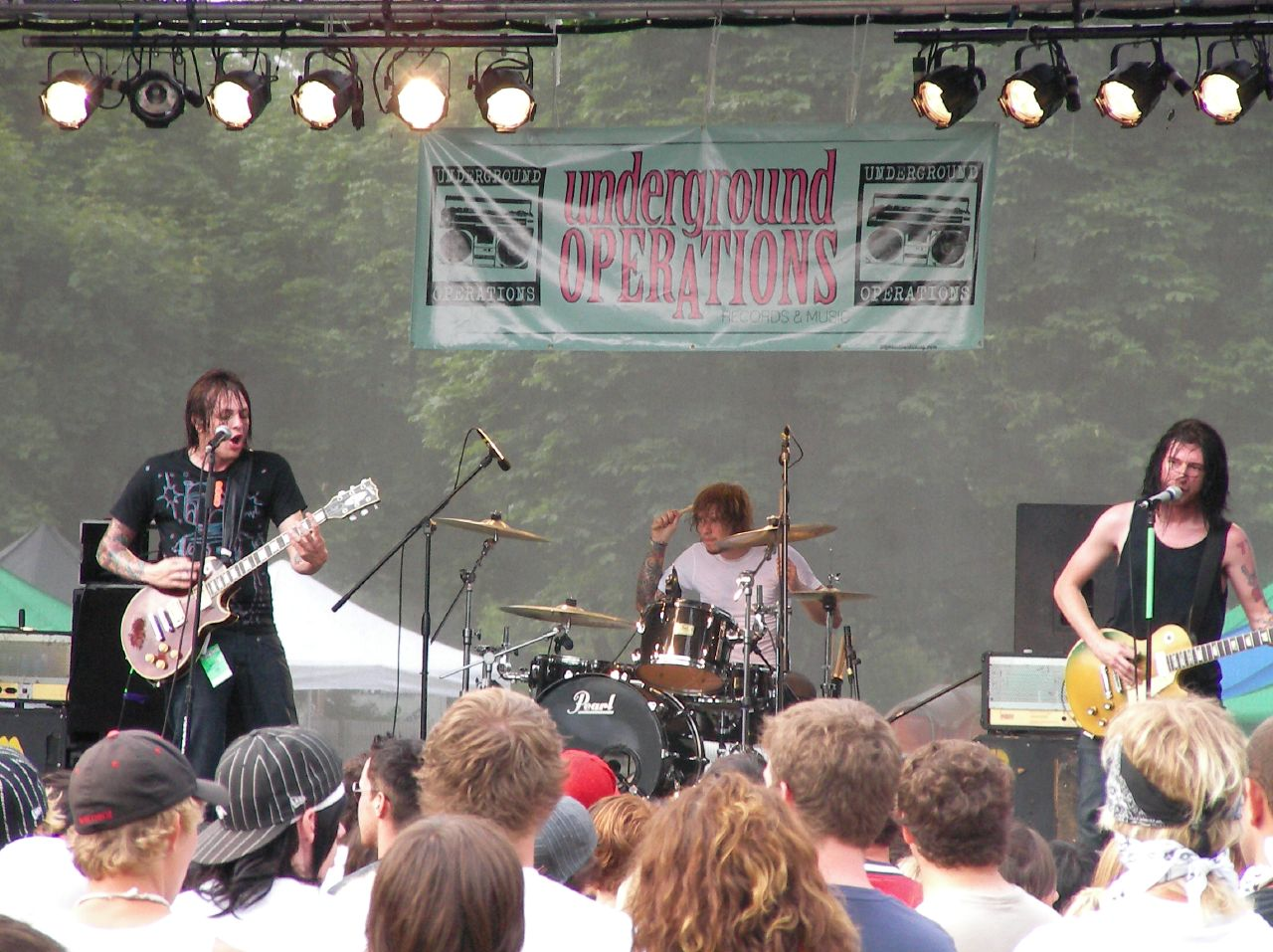
From First to Last

From First To Last (FFTL) is een posthardcoreband uit Los Angeles.
Oorspronkelijk heette de band First Too Last. De band werd in 2002 opgericht door gitaristen Travis Richter en Matt Good. De samenstelling van de band veranderde voortdurend, maar in 2003 kwam er wel een eerste ep uit, gevolgd door een platencontract bij Epitaph Records.
Tijdens de opnamen van het debuutalbum kwam de 15-jarige Sonny Moore als zanger bij de band. Moore werd gevonden via de website MySpace. De andere bandleden tijdens de opnamen waren drummer Derek Bloom en bassist Jon Weisberg. Het album Dear Diary, My Teen Angst Has a Body Count kwam in 2004 uit.
Na een tournee begon de band aan een tweede album. Weisberg had de groep inmiddels verlaten, en werd tijdelijk vervangen door voormalig Limp Bizkit-gitarist Wes Borland, een vriend van Ross Robinson, de producer van het album. Het album, Heroine, kwam in maart 2006 uit. Een maand later tekende de band een nieuw contract bij Capitol Records.
In 2007 stapte Sonny Moore uit de band om een solocarrière te beginnen. Matt Good heeft zijn zangpartijen overgenomen, 10 jaar nadat Sonny Moore de band verliet kwam hij in 2017 weer terug samen met de drummer Derek Bloom.

## Leden
- Matt Good (gitarist, zanger)
- Travis Richter (gitarist, screamer)
- Derek Bloom (drummer, akoestische gitarist)
- Sonny Moore (zanger), gitarist (vergaarde grote bekendheid als Skrillex)

Voormalige leden
- Phillip Reardon (zanger)
- Wes Borland (bassist)
- Joey Brandon (bassist)
- Jon Weisberg (bassist)
- Alicia Simmons (bassist voor de Dead by Dawn II-tournee)
- Matt Manning (bassist)
- Spencer Sotelo (zanger, screamer) ook wel bekend als de lead singer in de Progressive metal band Periphery en lead singer op het album Dead trees

## Discografie
- Aesthetic (2003)
- Dear Diary, My Teen Angst Has a Body Count (2004)
- Heroine (2006)
- From First To Last (2008)
- Throne To The Wolfs (2010)
- Dead Trees (2015)